# Bellefontaine (Martinique)
Pour les articles homonymes, voir Bellefontaine.

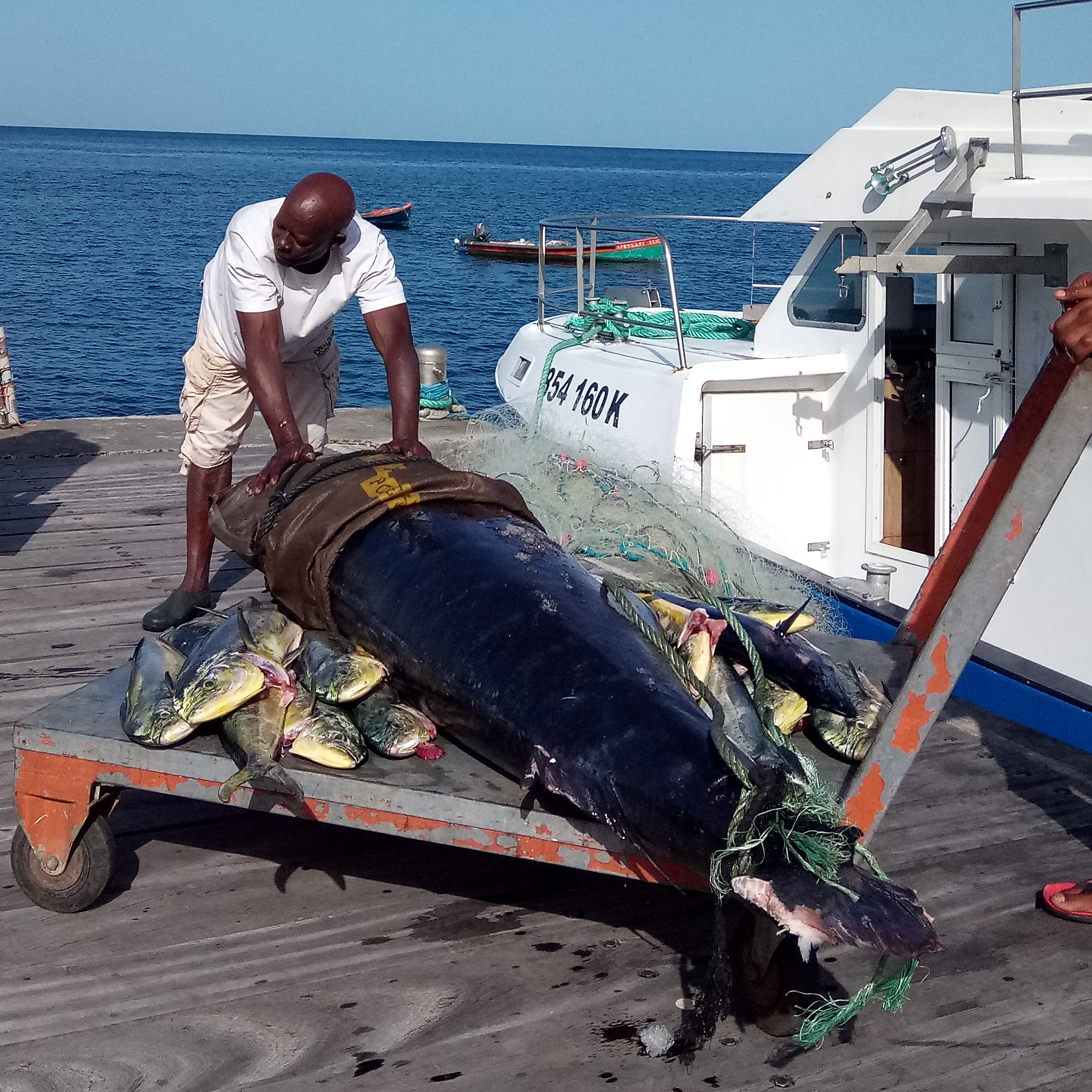
Pêche au Thon à Bellefontaine en Martinique

Bellefontaine est une commune française, située dans le département de la Martinique. Ses habitants sont appelés les Bellifontains.

## Géographie

### Localisation
Bellefontaine est une commune de la côte caraïbe de la Martinique entre le Carbet et Case-Pilote. Avec 11,89 km2, elle est la plus petite commune en superficie de la Martinique. Les principales activités de cette petite commune sont la pêche, l'agriculture et surtout la production d'électricité avec la plus grosse centrale électrique de l'ile. On y trouve à présent, dans le quartier Cheval Blanc, le lycée du Nord Caraïbes.

## Urbanisme

### Typologie
Case-Pilote est une commune rurale, car elle fait partie des communes peu ou très peu denses, au sens de la grille communale de densité de l'Insee,,,.
Par ailleurs la commune fait partie de l'aire d'attraction de Fort-de-France, dont elle est une commune de la couronne. Cette aire, qui regroupe 28 communes, est catégorisée dans les aires de 200 000 à moins de 700 000 habitants,.
La commune, bordée par la mer des Caraïbes au sud-ouest, est également une commune littorale au sens de la loi du 3 janvier 1986, dite loi littoral. Des dispositions spécifiques d’urbanisme s’y appliquent dès lors afin de préserver les espaces naturels, les sites, les paysages et l’équilibre écologique du littoral, par exemple le principe d'inconstructibilité, en dehors des espaces urbanisés, sur la bande littorale des 100 mètres, ou plus si le plan local d’urbanisme le prévoit,.

## Histoire
Créée en 1950 à partir de terres appartenant à Case-Pilote, Bellefontaine est une commune très jeune et la plus récente de Martinique.

## Politique et administration

### Mairie
| Période   | Période                        | Identité               | Étiquette    | Qualité                                                                                              |
| --------- | ------------------------------ | ---------------------- | ------------ | --- |
| 1950      | 1957 (décès)                   | Simon Charles-François |              | Maire de Case-Pilote (1945 → 1950)                                                                   |
| 1957      | juin 1995                      | Ernest Renard          | DVG puis UDR | Conseiller général (1958 → 1970)                                                                     |
| juin 1995 | mars 2008                      | Maxence Deluge         | PPM          | Retraité de l'Éducation nationale Conseiller général (2001 → 2008)                                   |
| mars 2008 | En cours (au 10 novembre 2021) | Félix Ismain           | PPM          | Cadre retraité Conseiller général (2008 → 2015) Conseiller à l'Assemblée de Martinique (depuis 2021) |

### Politique locale
Félix Ismain, le maire de Bellefontaine depuis 2008, est appelé le 26 juin 2023 à paraître devant le tribunal judiciaire de Fort-de-France. À la suite d'une plainte déposée par l'un de ses adversaires lors des élections municipales de 2020, il est accusé de prise illégale d’intérêts et de détournements de fonds. En effet, entre 2013 et 2018, le maire aurait acheté du carburant pour les services municipaux provenant de la station-service de son fils dans laquelle il occupait toujours un poste. Entre 2016 et avril 2022, il aurait utilisé deux véhicules municipaux à des fins personnels. Il aurait également subventionné, à hauteur de 30 000 euros, deux associations dans le but de financer sa campagne électorale de 2020. Félix Ismain clame son innocence mais à l'issue de l'audience, le procureur réclame à son encontre deux ans de prison dont un avec sursis, 100 000 € d’amende avec sursis sur la moitié de la somme et cinq ans d’inéligibilité et interdiction d’exercer une fonction administrative. Le délibéré du procès est prévu pour le 20 juillet.

## Population et société

### Démographie
L'évolution du nombre d'habitants est connue à travers les recensements de la population effectués dans la commune depuis 1961, premier recensement postérieur à la départementalisation de 1946. À partir de 2006, les populations de référence des communes sont publiées annuellement par l'Insee. Le recensement repose désormais sur une collecte d'information annuelle, concernant successivement tous les territoires communaux au cours d'une période de cinq ans. Pour les communes de moins de 10 000 habitants, une enquête de recensement portant sur toute la population est réalisée tous les cinq ans, les populations de référence des années intermédiaires étant quant à elles estimées par interpolation ou extrapolation. Pour la commune, le premier recensement exhaustif entrant dans le cadre du nouveau dispositif a été réalisé en 2008.

En 2022, la commune comptait 1 824 habitants, en évolution de +9,16 % par rapport à 2016 (Martinique : −4,11 %, France hors Mayotte : +2,11 %).
| 1961  | 1967  | 1974  | 1982  | 1990  | 1999  | 2006  | 2007  | 2008  |
| ----- | ----- | ----- | ----- | ----- | ----- | ----- | ----- | ----- |
| 1 547 | 1 384 | 1 616 | 1 324 | 1 527 | 1 522 | 1 469 | 1 462 | 1 454 |

| 2013  | 2018  | 2022  | - | - | - | - | - | - |
| ----- | ----- | ----- | - | - | - | - | - | - |
| 1 568 | 1 770 | 1 824 | - | - | - | - | - | - |

### Sports et loisirs
Équipement sportif : 
- Stade Nicolas-Calaber.

Club sportif :
- l'Étendard de Bellefontaine, football.

## Économie
Le taux de chômage, en 2019, pour la commune fut de 25,1 %.

## Culture locale et patrimoine

### Lieux et monuments
- Église Saint-Pierre-aux-Liens de Bellefontaine. L'église est dédiée à l'apôtre saint Pierre. Elle est inscrite à l'Inventaire général du patrimoine culturel[16].Église Saint-Pierre-aux-Liens de Bellefontaine

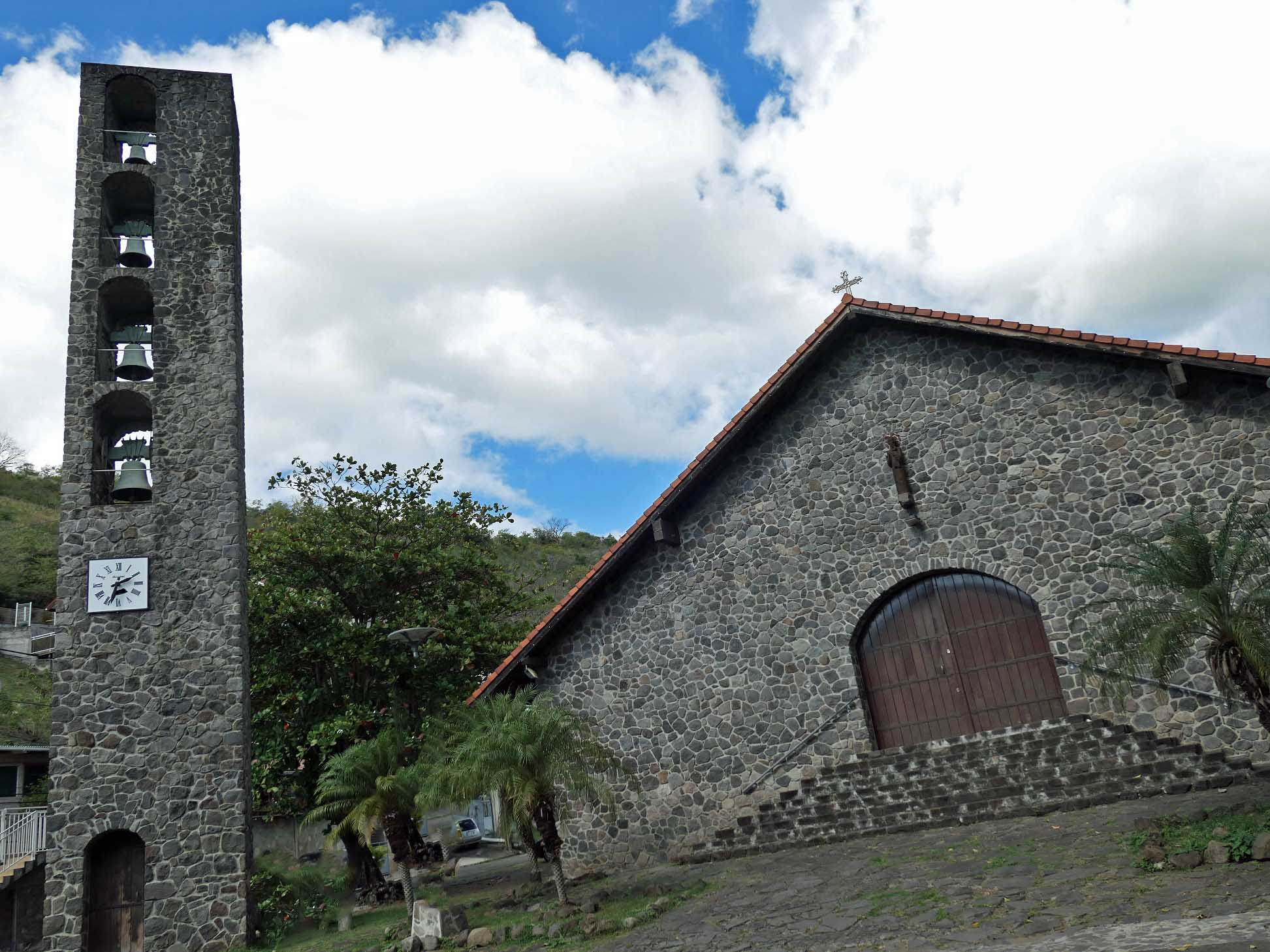
Église Saint-Pierre-aux-Liens de Bellefontaine

- Le Torgiléo : ancien restaurant en forme de bateau.Le Torgiléo

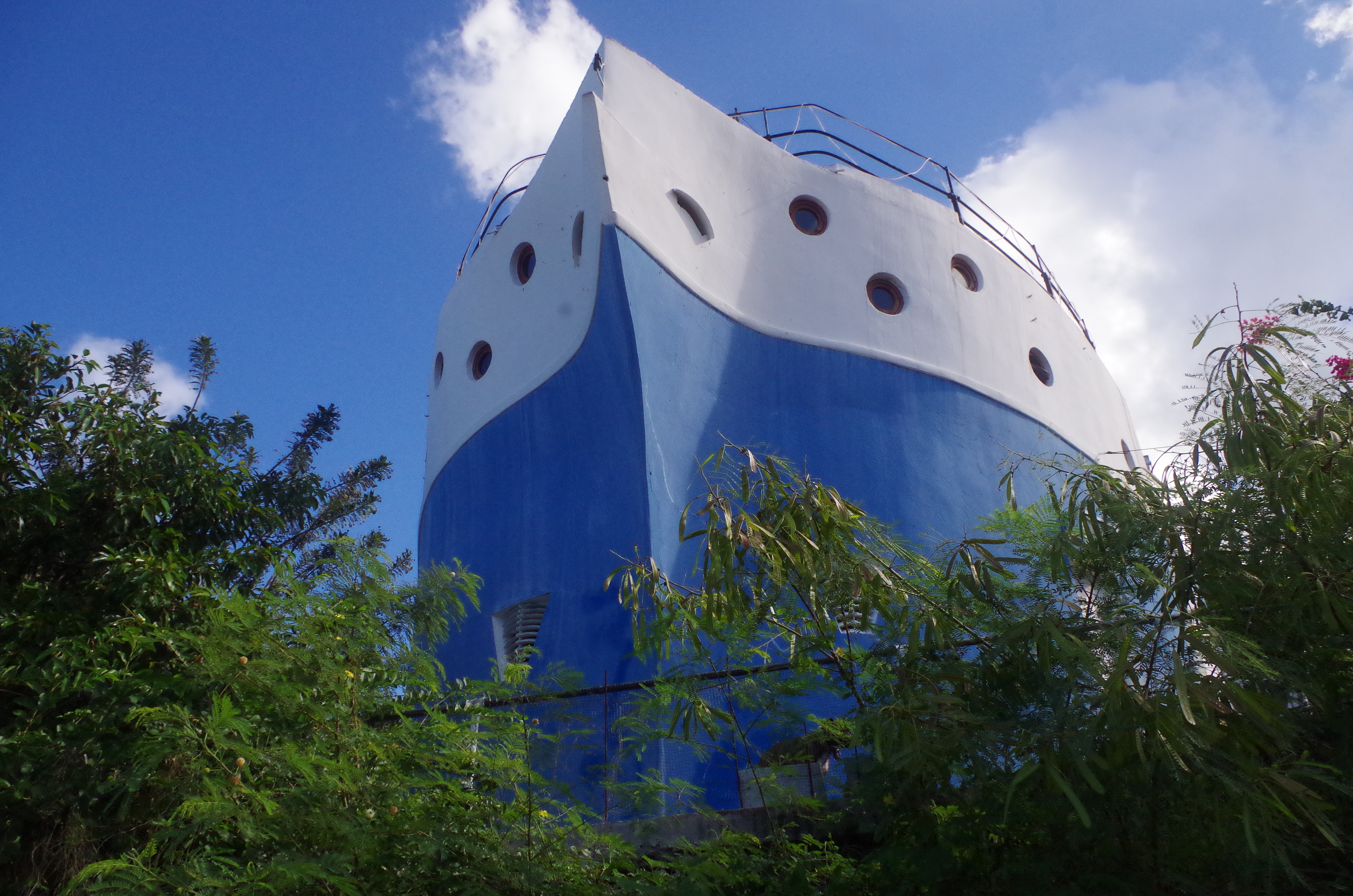
Le Torgiléo

- Le Verrier : nombreux points de vue.
- La pêche à la seine.
- Le lycée polyvalent Nord-du-Caraïbe.

### Personnalités liées à la commune
- Ronaël Pierre-Gabriel, né à Paris en 1998, mais dont la famille est originaire de Bellefontaine. Footballeur professionnel évoluant actuellement au FC Nantes et ancien joueur de l'AS Monaco, de l'AS Saint-Étienne, du Stade brestois et du FSV Mayence en Bundesliga en Allemagne.